# Historia de Coquimbo

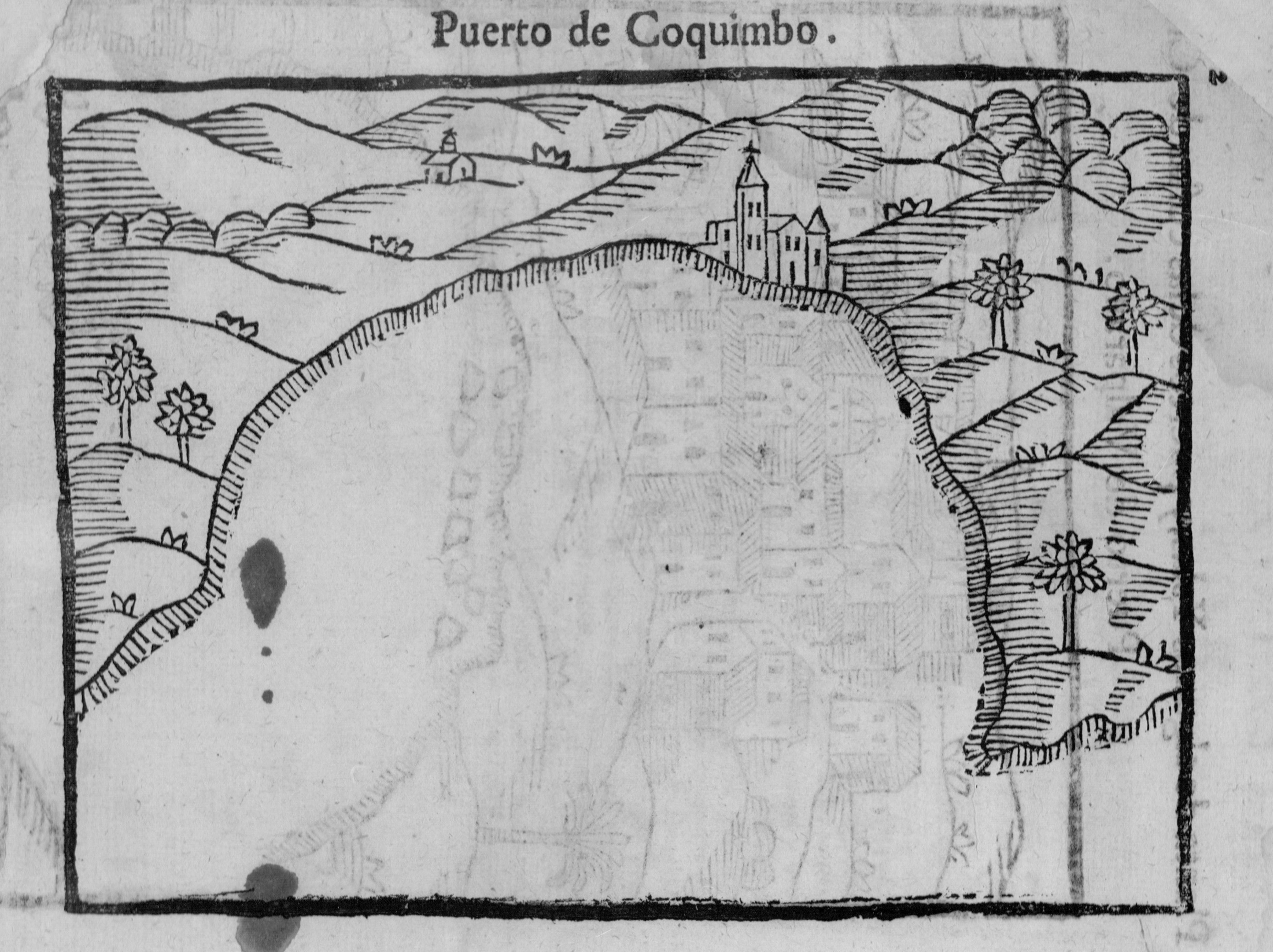
Puerto de Coquimbo en Histórica relación del Reyno de Chile de Alonso de Ovalle (1646).

La historia de Coquimbo como una zona urbana poblada se remonta a mediados del siglo XIX, no obstante la localidad desde la colonia fue utilizada como puerto de embarque de exportaciones de La Serena y los valles cercanos.
La zona ocupada por la ciudad de Coquimbo (bahía y cerros) fue habitada por indígenas, que la utilizaron como morada y caleta para pescar. Tanto Pedro de Valdivia, cuando lo cruzó con su expedición en dirección a la futura Santiago (relatándolo así en una carta al rey Carlos V en el año 1550), como Juan Bohón al fundar La Serena, coincidieron que era un buen lugar para establecer un puerto.
Las bondades de sus costas fueron también descritas en las bitácoras de diversos navegantes y corsarios de la época, tales como Bartolomé Sharp (que desembarcó en sus costas en 1680) y Edward Davis (en 1686).

## Orígenes de la localidad
Al parecer, la primera dueña de las tierras que ocupa este puerto fue la princesa del Imperio inca o coya Isabel Beatriz Coya, producto de una herencia por ser descendiente de la casa imperial del Cuzco. Sin embargo, fue Bernardo Álvarez de Tobar, escribano del cabildo de La Serena, quien solicitó la propiedad de estos terrenos a la Real Audiencia, basado en su vínculo matrimonial con doña Isabel. Años más tarde, pasó al dominio de Agustina Álvarez de Tobar que, en 1670, vendió una porción de dicho terreno a su hijo Juan Álvarez y Allende. Este último, en 1710 vendió, a su vez, una parte a un convento.

## SigloXIX

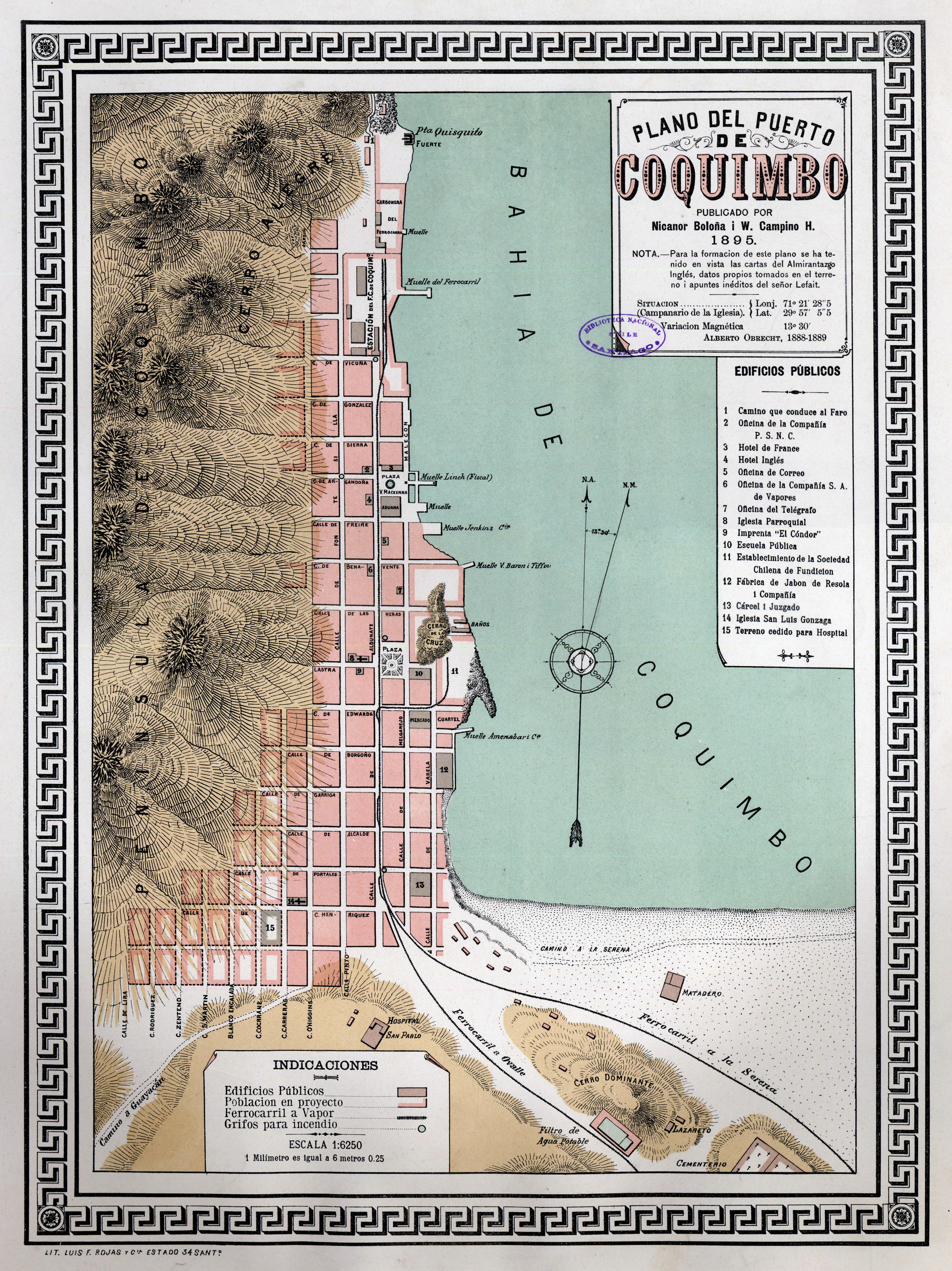
Plano de Coquimbo (1895).

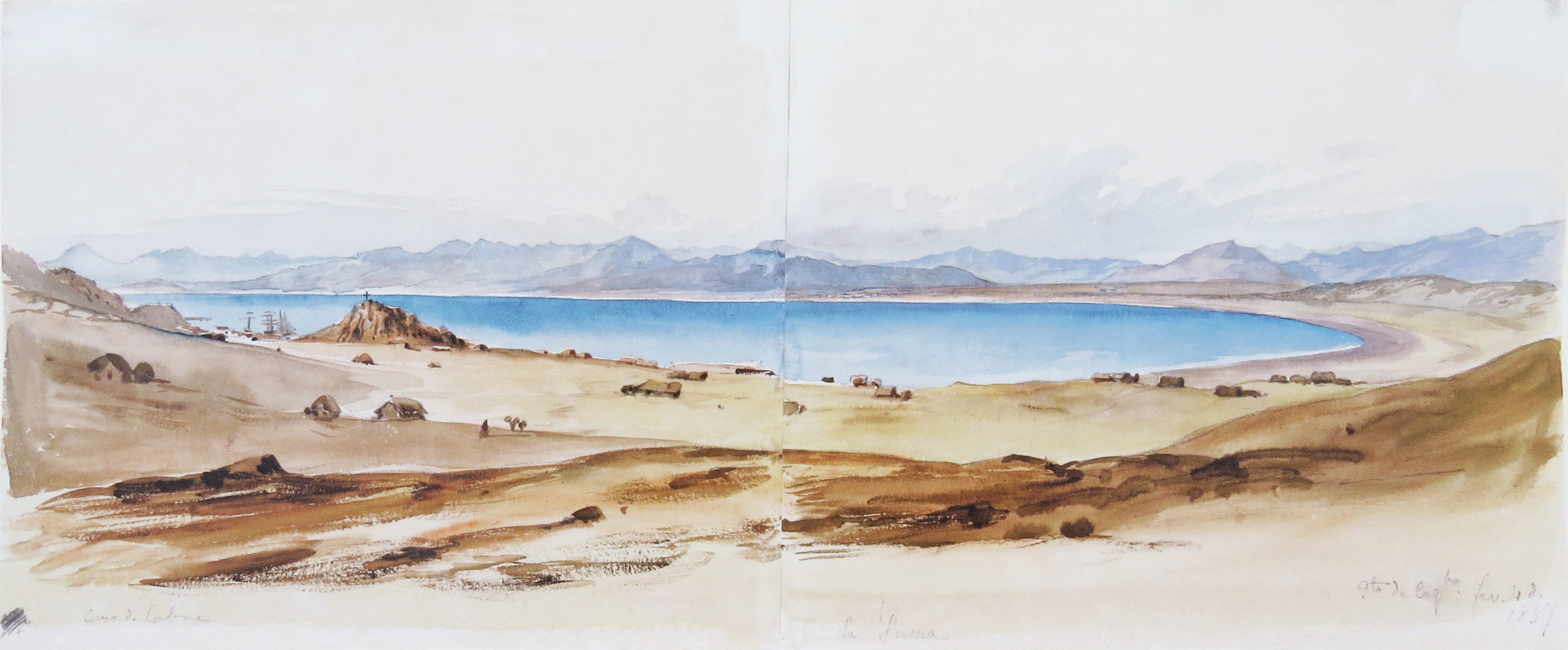
Puerto de Coquimbo en 1837

A comienzos del siglo XIX, Coquimbo era apenas un pequeño poblado de pescadores, no obstante, el ferrocarril que unió desde el 28 de diciembre de 1862 los yacimientos minerales del valle del Elqui (Ex-Fundición Lambert) y La Serena con el puerto, además de las fundiciones de cobre creadas a mediados del siglo XIX permitieron su crecimiento.
En 1850, durante la administración de Manuel Bulnes se aprobaron los planos para la naciente villa del puerto; y, en el gobierno de José Joaquín Pérez, mediante una ley de 24 de septiembre de 1864 se creó el Departamento del puerto de Coquimbo, hecho que marca la primera separación del puerto con la ciudad de La Serena. La Municipalidad de Coquimbo fue creada el 5 de mayo de 1867, siendo José Joaquín Edwards Ossandón su primer alcalde. Le fue otorgada la calidad de ciudad el 4 de septiembre de 1879, durante el gobierno de Aníbal Pinto.
En 1895 comenzaron a circular los carros del Ferrocarril Urbano de Coquimbo, que conectaban el centro de la ciudad con el sector de Guayacán. El servicio funcionó hasta 1929.

## 

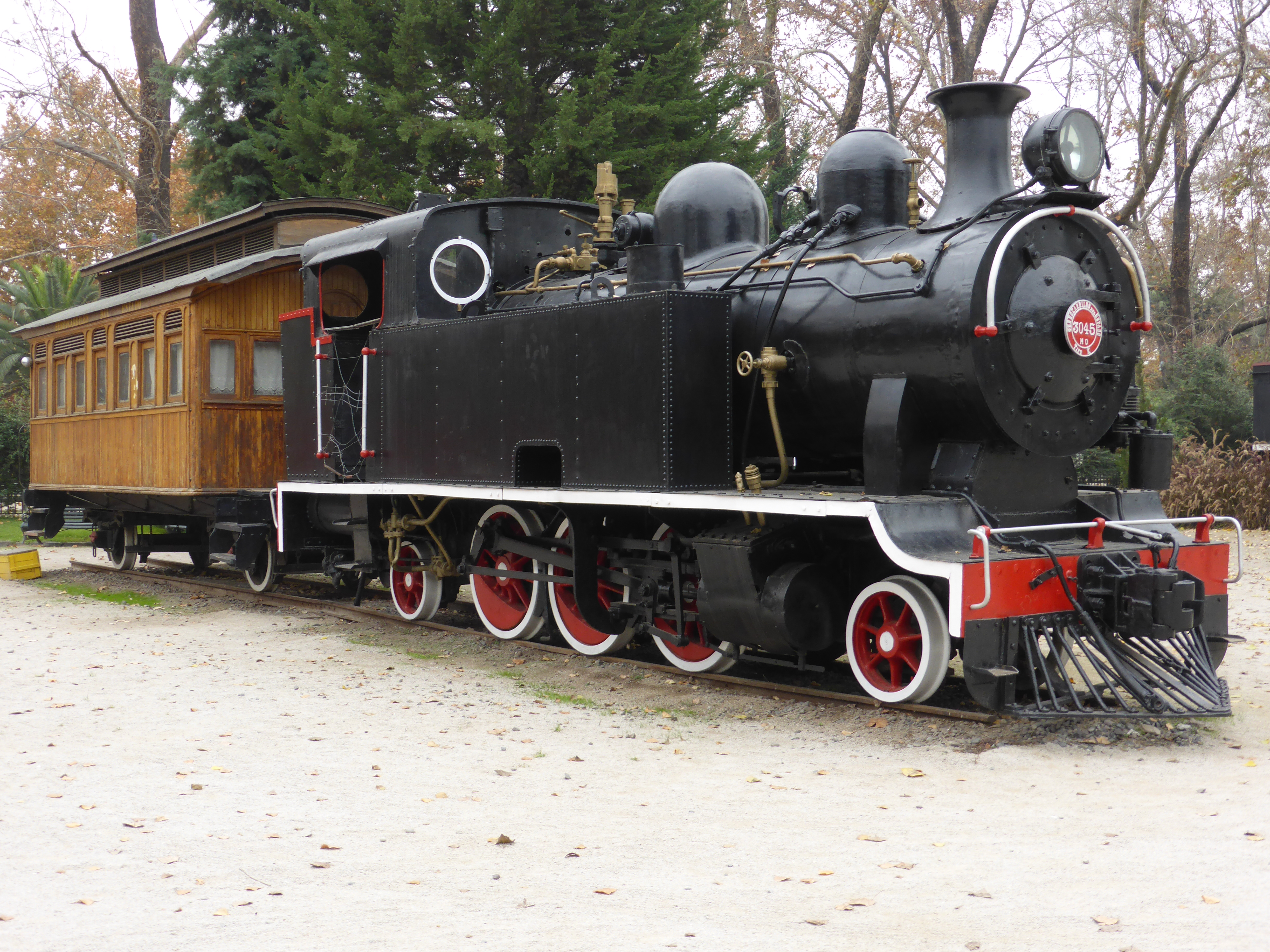
Locomotora de vapor, del año 1906, de Coquimbo y La Serena, Museo Ferroviario de Santiago.

## SigloXX

### Período 1900-1935
El 29 de diciembre de 1918 eran inauguradas oficialmente las instalaciones del balneario de Peñuelas, el cual ya contaba con una estación de ferrocarril. El 16 de febrero de 1935 fue inaugurado el Casino de Peñuelas, junto con la primera edición de la Exposición Regional, dedicada a reunir a las principales empresas y actividades productivas de la zona.
El 10 de noviembre de 1922 la zona fue afectada por tsunami producido por un terremoto originado en la Provincia de Atacama. Este alcanzó unos 7 m s. n. m., provocando la muerte de cientos de personas. El mar subió aproximadamente hasta las calles Aldunate y Baquedano, en el centro de Coquimbo, y hasta la línea de ferrocarriles al oriente de la bahía.

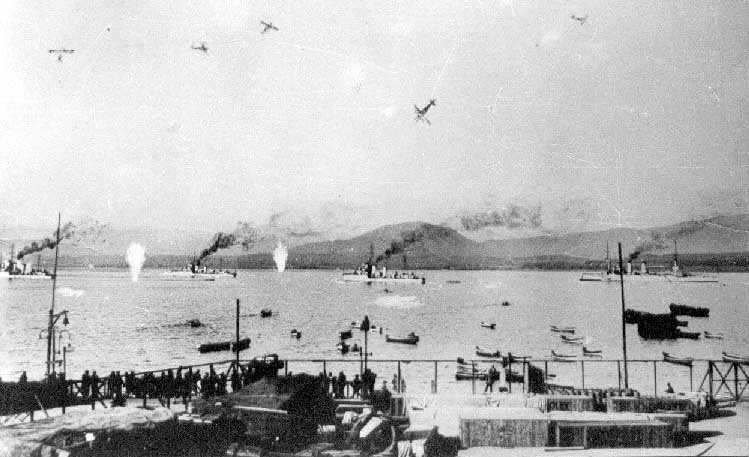
El bombardeo de la escuadra fondeada en Coquimbo, en 1931.

En septiembre de 1931, Coquimbo fue uno de los escenarios de la Sublevación de la Escuadra. La escuadra rebelada se encontraba fondeada en este puerto y fue bombardeada por aviones de la Fuerza Aérea Nacional (FAN), que se habían concentrado en el Aeródromo El Tuquí en la vecina ciudad de Ovalle.

### Periodo 1935-1973

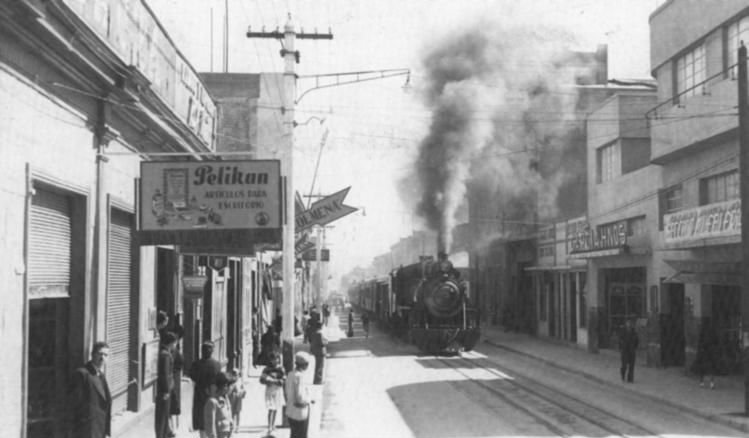
Calle Aldunate, del centro de Coquimbo, hacia 1950.

Desde las elecciones de regidores de 1935 se estableció una regularidad en la elección de dichos cargos municipales. Durante este período se sucedieron 13 alcaldes, destacando la elección en 1955 de Cristina Pozo (PL) como alcaldesa, siendo hasta la actualidad la única mujer en desempeñar dicho cargo en Coquimbo.
El 9 de enero de 1937 se iniciaron las transmisiones de Radio Riquelme, fundada por Emilio y Zoilo Puerta Roldán, y que se convirtió en la segunda radioemisora instalada en el norte del país.
El 2 de junio de 1942 fue fundado el diario El Regional, el cual se convertiría en una de las principales medios de comunicación de la comuna. Este periódico fue dirigido en sus inicios por Juan Rodolfo Marín, y posteriormente por Víctor Medina Díaz, quienes también desarrollaron carreras políticas: el primero como regidor y gobernador departamental por el Partido Agrario Laborista, y el segundo como regidor y alcalde por la Falange Nacional.
A inicios de los años 1950 fueron levantadas las vías férreas que circulaban por el centro de Coquimbo, y en su reemplazo la Empresa de los Ferrocarriles del Estado instaló una línea de buses que conectaba con La Serena; inició sus servicios en septiembre de 1952 y finalizó en junio de 1968.

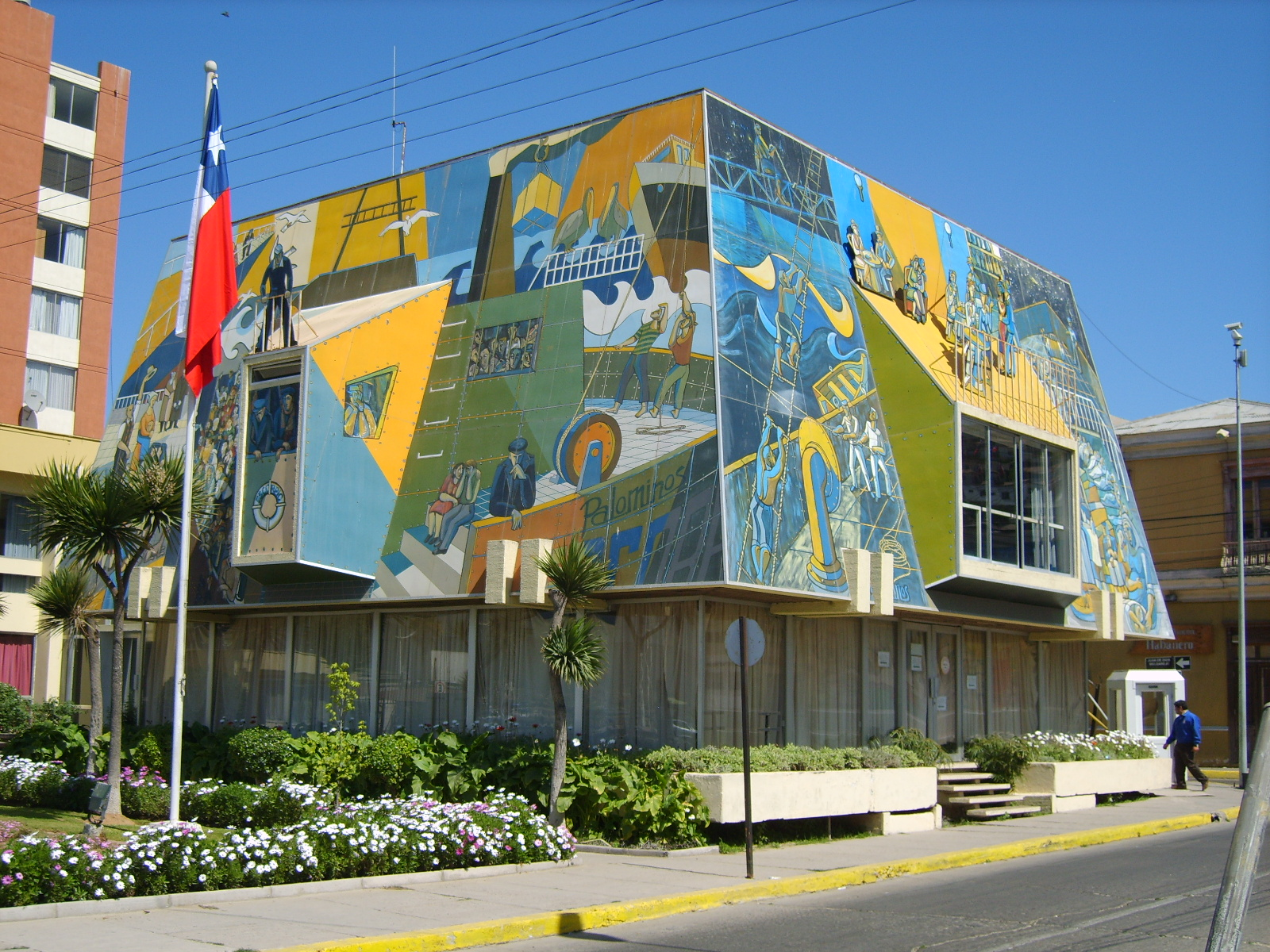
Hogar del Empleado

A inicios de la década de 1970 comenzó el proceso de urbanización del sector antiguamente conocido como Hacienda Miramar (conformado por terrenos adquiridos en el sector de La Herradura por el empresario inglés John J. Mac-Auliffe a partir de 1895), y que posteriormente sería conocido como Sindempart (acrónimo de Sindicato de Empleados Particulares), el cual continuaría un crecimiento sostenido en las décadas siguientes.
A inicios de la década de 1970 se construyó la segunda pista de la Ruta 5 que une La Serena con Coquimbo, convirtiéndola en doble vía y siendo inaugurada por el presidente Salvador Allende el 8 de junio de 1972. Entre octubre de 1970 y 1972 fue construido por la Caja de Previsión de Empleados Particulares (Empart) el edificio que albergaría el «Hogar del Trabajador» u «Hogar del Empleado»; la construcción, ubicada en la intersección de Melgarejo con Freire, fue realizada gracias a los excedentes del año 1967 obtenidos por dicha caja previsional.

### Período 1973-1992
Tras el golpe del 11 de septiembre de 1973, cuatro alcaldes fueron designados durante la dictadura militar: el exregidor Alfonso Juan-Oliver (1973 y 1974-1978), Aníbal Campos Madina (1973-1974), Jorge Morales Adriasola (1978-1989) y Jorge Auger (1989-1992).
El 26 de marzo de 1976 fue inaugurado el nuevo Hospital San Pablo, el cual había iniciado su construcción el 16 de marzo de 1971. Luego de dos meses de investigaciones realizadas por un comité designado para evaluar su diseño, el escudo oficial de Coquimbo fue presentado y adoptado el 5 de abril de 1976; ese mismo año la Junta Militar autorizó a la Municipalidad de Coquimbo para que instalara un Casino de Juegos, el cual se ubicó en el Hogar del Empleado que fue sometido a una remodelación, y el salón de juegos fue inaugurado oficialmente el 16 de septiembre de 1977. En 1978 se concretó el traspaso de los terrenos de la Pampilla de Coquimbo a la Municipalidad.

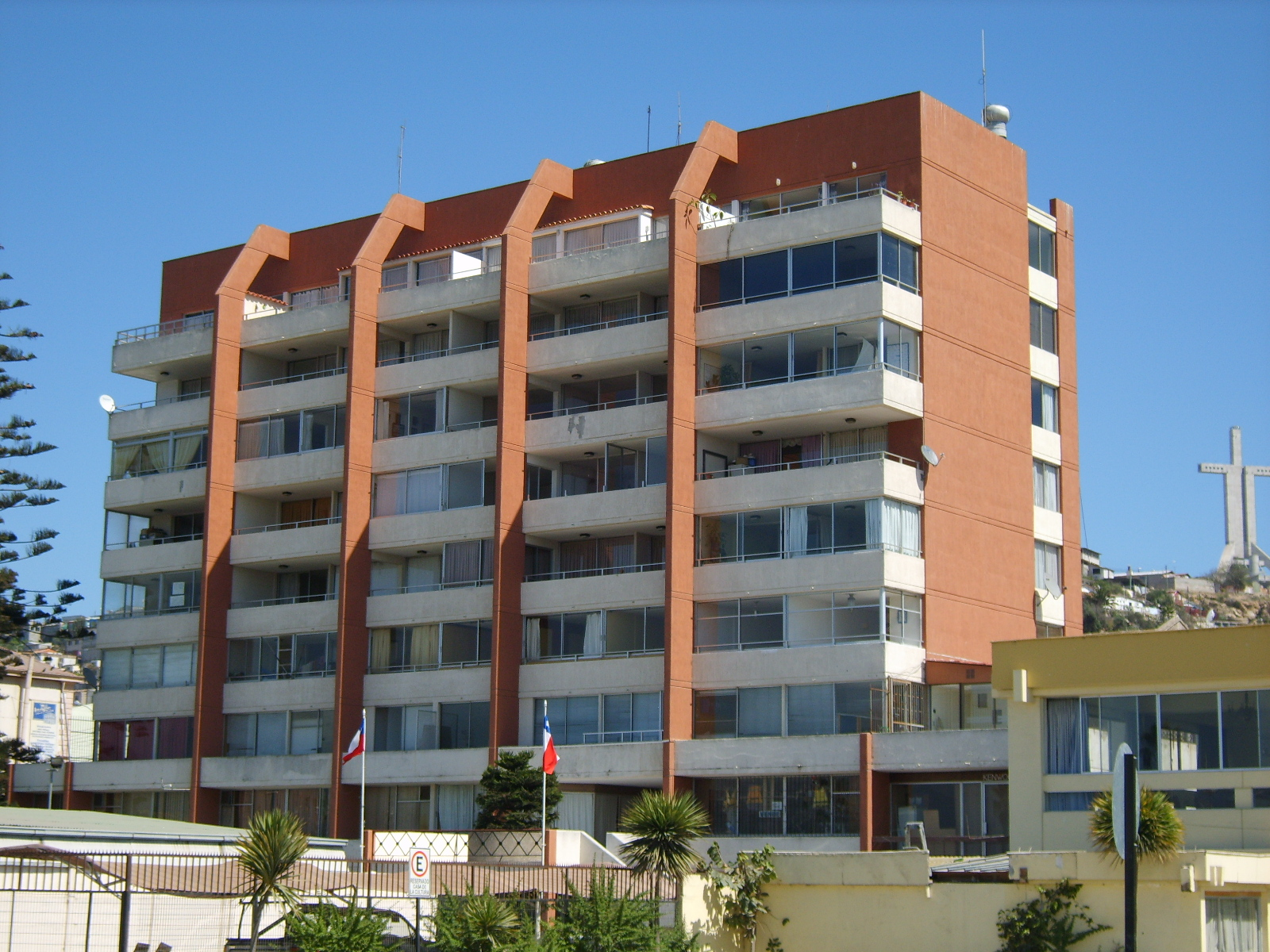
Edificio Andacollo

En 1980 se construyó el Edificio Andacollo, diseñado por los arquitectos Carlos Elton y Sergio Araya y ubicado en la calle Melgarejo junto al entonces Casino de Juegos, que con sus 9 pisos y 27 metros de altura fue el edificio más alto de la región hasta inicios de la década de 1990. Las obras de edificación se iniciaron el 10 de mayo y los tijerales fueron inaugurados el 28 de noviembre, siendo entregado al público el 31 de marzo de 1981.
El 29 de diciembre de 1981 fue inaugurada la doble vía de la Ruta 5 en el tramo entre el puente La Garza y la calle Los Rieles, en el acceso sur de Coquimbo, prolongando la doble vía que había sido inaugurada en 1972.

## Alcaldía de Pedro Velásquez

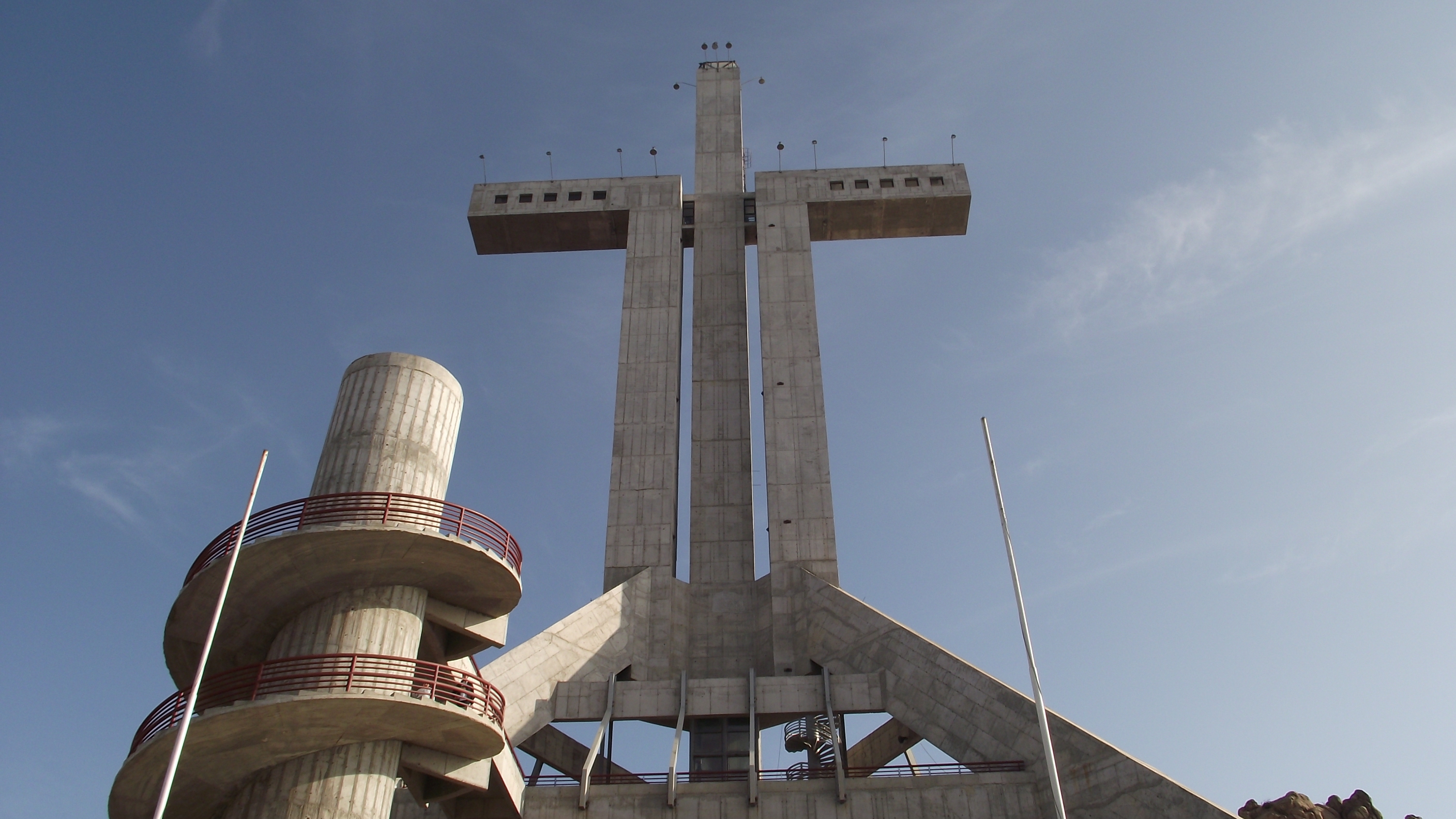
Cruz del Tercer Milenio

En las elecciones municipales de 1992, Pedro Velásquez (Partido Demócrata Cristiano) resultó elegido alcalde de la comuna de Coquimbo. Durante 14 años se mantendría como la máxima autoridad comunal, llegando a desempeñar cargos de importancia regional, como la Presidencia del Capítulo Cuarto de Municipalidades. También influyó notablemente en el desarrollo turístico de Coquimbo instalando palmeras a lo largo de toda la carretera que une Coquimbo y La Serena y la continuación de la avenida Costanera para unir ambas ciudades por la zona costera, junto a la construcción de la Cruz del Tercer Milenio que se convirtió un icono de la ciudad.
Bajo la tercera y cuarta administración de Pedro Velásquez se realizaron numerosas obras que buscaban restaurar sectores históricos de la comuna y construir nuevas edificaciones para mejorar la calidad de vida de la población. Entre las obras realizadas se cuentan la remodelación de la Plaza de Armas de Coquimbo, la construcción del Domo Cultura Ánimas, la restauración de los edificios del denominado Barrio Inglés, el mejoramiento del Fuerte Lambert, la recuperación de la zona típica de Guayacán, la unión de los dos tramos de la Avenida Costanera, la construcción de una réplica de la antigua estación Empalme, y la construcción de la Mezquita de Coquimbo. También se construyó el nuevo Casino Enjoy Coquimbo, dentro del cual se ubica el único hotel 5 estrellas de la región.
En octubre de 2006 Velásquez fue suspendido de su cargo como alcalde, tras ser acusado por los delitos de fraude al fisco y negociación incompatible. La querella fue interpuesta por la senadora Evelyn Matthei, quien denunció el abultamiento del precio en la compra de unos terrenos por parte de la Municipalidad de Coquimbo. Al conocerse el hecho, Velásquez renunció a la Democracia Cristiana. Tras el juicio, el Tribunal Oral en lo Penal de La Serena lo condenó por el delito de fraude al fisco, al comprobarse que en el ejercicio de su cargo compró una parcela en 260 millones de pesos, la cual tenía un valor comercial de 110 millones. Su condena consistió en 300 días de pena remitida, inhabilitación perpetua para ser alcalde e inhabilitación para cualquier cargo público mientras dure la condena, así como el pago de 165 millones de pesos entre multas e indemnizaciones. Aurora Salamanca, quien vendió la parcela, fue condenada por delito de estafa.